# 步達生
戴維森·布莱克FRS（英語：Davidson Black，1884年—1934年），加拿大古人類學家。以命名“北京猿人”而广为人知。他曾担任北京協和醫學院解剖学系主任和中国地质调查所主席，并当选为英国皇家学会会士。在中国，他被称为步達生（拼音：Bù Dáshēng）。

## 生平
布莱克于1884年出生于加拿大安大略省多倫多。童年时期，他常在卡沃萨湖附近度过夏天。少年时期，他为哈德森湾公司运输沉重的物资，并喜欢在当河岸边收集化石。他与一些加拿大原住民结为好友，并学习了一种原住民语言。此外，布莱克还曾在卡沃萨湖寻找金矿，虽然并未成功。
尽管布莱克的家族大多从事法律职业，但他自幼便对生物学产生浓厚兴趣。1906年，他在多倫多大學獲得醫學學士學位，并继续学习比较解剖学。
1909年，布莱克成为一名解剖学讲师。1914年，他在英国曼彻斯特与神经解剖学家格拉夫顿·E·史密斯（Grafton Elliot Smith）共事半年，后者当时正在研究“皮尔当人”，这一经历激发了布莱克对人类进化的浓厚兴趣。
1917年，布莱克加入加拿大皇家陆军医疗队，为返回的加拿大伤兵提供治疗。
1919年，他从军队退役后前往中国，在北京协和医学院任职，最初担任神经学和胚胎学教授，并于1924年升任解剖学系主任。他原计划于1926年开始人类化石的考察工作，但学院更希望他专注于教学。
1926年夏，安特生在瑞典得知布莱克对化石的研究，便将奥托·师丹斯基在1921年发现的两颗类似人类的臼齿交给布莱克进行鉴定。布莱克认为这些臼齿属于人类属，并代表一个新的古人类物种，便将其命名为“北京猿人”（Sinanthropus pekinensis）。他将这颗牙齿装在一个衬有天鹅绒的小铜盒中，挂在腰带上。1927年，相关结果在《中国地质调查会会报》上发表。随后，布莱克通过洛克菲勒基金会的资助开始在周口店开展大规模的考察，任命了多位西方和中国的科学家参与其中。尽管国民革命军的军事动荡导致许多西方科学家离开中国，布莱克和他的家人依然选择留在这里。
在此之后，布莱克将这一发现展示给洛克菲勒基金会，后者希望获得更多标本以提供进一步资助。1928年11月，现场发现了一块下颌骨、几颗牙齿和头骨碎片，这些发现极大地扩展了对人类进化的认识。布莱克将这些发现报告给基金会，获得了8万美元（相当于2023年的142万美元）资助。借此资金，布莱克成立了新生代研究实验室。
随后，考察中又发现了头骨和更多标本，布莱克常常深夜研究这些化石。然而，原始标本在二战初期被运出中国时丢失。当时，日本控制了北京协和医院，实验室遭到洗劫，所有剩余标本被没收。至今，这些化石尚未被找到，去向不明，仅有的石膏印模保存在北京协和医院、华盛顿史密森学会和伦敦。

## 亚洲起源假说
支持人类起源于亚洲的古生物学家包括安特生、奥托·师丹斯基和沃尔特·格兰杰（Walter W. Granger）。他们均曾在中国进行研究，并在周口店考古发现了北京人。布莱克是“亚洲起源”假说的主要支持者，他获得资助继续在周口店进行发掘。由于在周口店的北京人发现，古人类学研究的重心一度完全转向亚洲，直至1930年。
1925年，布莱克发表论文《亚洲与灵长类的分布》（Asia and the dispersal of primates），认为人类起源于西藏、英属印度、云岭和塔里木盆地。

## 荣誉和奖项
1931年，布莱克获得美国国家科学院的丹尼尔·吉罗·埃利奥特奖章。
1935年首次发现的已灭绝属“巨猿”（Gigantopithecus blacki）以布莱克的名字命名，以表纪念。

## 个人生活与去世
1913年，布莱克与阿德娜·内维特（Adena Nevitt）结婚，阿德娜陪伴他到各地工作。他们有两个孩子：长子戴维森（1921年生，1988年逝世）和女儿内维特（1925年生，2020年逝世），均出生于北京。
1934年，布莱克因心力衰竭去世，享年50岁。神经解剖学家格拉夫顿·E·史密斯为他撰写了讣告。
布莱克的儿子戴维森后来成为一名医生，1946年获得医学学位，1964年与琳恩·桑德兰结婚，育有一子戴维森（1969年生，2011年逝世），后者于其祖父去世77周年之日离世。戴维森于1988年8月31日去世，享年67岁。
布莱克的女儿内维特于1945年8月4日与加拿大海军中尉约翰·梅比结婚，育有五名子女：约翰、梅兰妮、布伦达、克里斯·赖尔森和艾伦。内维特于2020年2月1日去世，享年94岁，留下五名子女、十二位孙辈和六位曾孙。